# Euphorbia meridionalis
Euphorbia meridionalis es una especie fanerógama perteneciente a la familia de las euforbiáceas. Es endémica de Kenia y Tanzania.

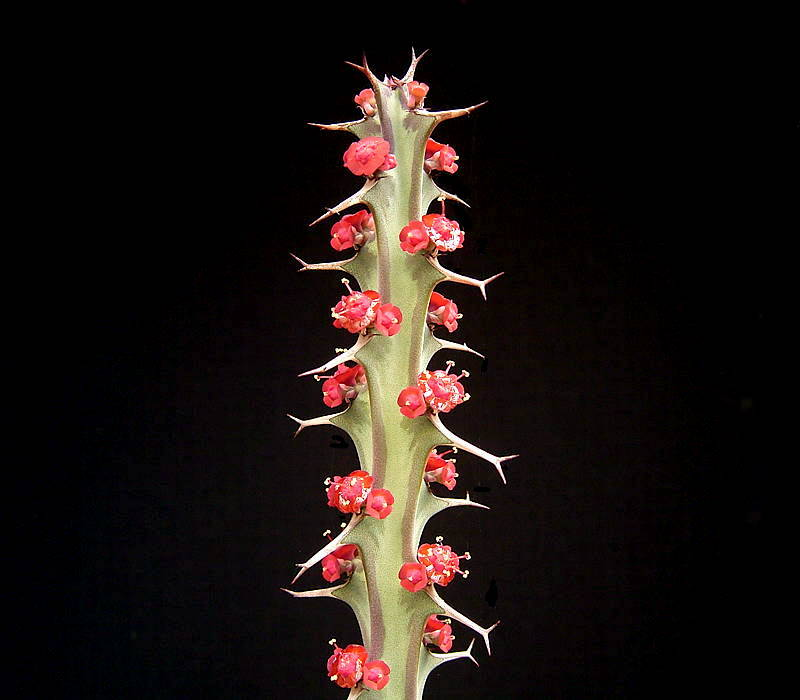
Detalle de la planta

## Descripción
Es una planta suculenta perennifolia, con una raíz carnosa gruesa, ramificada desde la base y débilmente erecta que alcanza un tamaño de hasta 1 m de altura,  y por lo general densamente ramificado, con ramas tetrangulares, de 1,5 cm de grosor; espinosas.

## Ecología
Se encuentra en la arena pedregosa entre la hierba en los matorrales abiertos secos; en suelo marrón en las praderas abiertas con Pennisetum masaicum, especies arbustivas de Commiphora, Euphorbia spinescens, Acacia mellifera. Suelo arenoso; son localmente comunes, a una altitud de 1200-1750 metros.

## Taxonomía
Euphorbia meridionalis fue descrita por P.R.O.Bally & S.Carter y publicado en Hooker's Icones Plantarum 39(3): , t. 3853. 1982.
Etimología
Euphorbia: nombre genérico que deriva del médico griego del rey Juba II de Mauritania (52 a 50 a. C. - 23), Euphorbus, en su honor – o en alusión a su gran vientre –  ya que usaba médicamente Euphorbia resinifera. En 1753 Carlos Linneo asignó el nombre a todo el género.
meridionalis: epíteto latino que significa "que florece al mediodia".